# Posti Group
Posti Group ist eine finnische Firma, deren Betrieb in vier unterschiedliche Geschäftsbereiche aufgeteilt ist: Postal Services (Postdienstleistungen), Parcel and Logistics Services (Paket- und Logistikdienstleistungen), Itella Russia (Itella Russland) und OpusCapita (bis 2019). Der finnische Staat besitzt alle Firmenaktien. Posti Oy hat in Finnland eine Universaldienstverpflichtung, die unter anderem werktags arbeitende Brief- und Paketdienstleistungen in allen finnischen Gemeinden umfasst. Von 2007 bis Ende 2014 trat die Gruppe unter dem Namen Itella auf.
Im Jahr 2013 betrug der Umsatz von Posti 1977 Millionen Euro. Posti bedient seine Kunden mit 26 000 Fachkräften und kann auf eine beinahe 400-jährige Geschichte zurückblicken. 96 Prozent des Umsatzes stammen von Unternehmen und Verbänden. Die wichtigsten Geschäftszweige sind Handel, Dienstleistungen und Media. In der Provinz Åland operiert die eigenständige Postverwaltung Åland Post.
2019 wurde der Geschäftsbereich der OpusCapita an den Investor Providence Equity Ltd verkauft.
Der Unternehmenssitz von Posti befindet sich in Nord-Pasila in Helsinki. Der Betrieb von Posti ist in vier Geschäftsbereiche aufgeteilt. Als Geschäftsführer des Konzerns fungiert Heikki Malinen und der Vorstandsvorsitzende ist Arto Hiltunen. Im Jahr 2013 befanden sich durchschnittlich 27 253 Personen im Dienst des Konzerns. Das Unternehmen unterhält Niederlassungen in elf Ländern (Lettland, Litauen, Norwegen, Polen, Schweden, Deutschland, Slowakei, Finnland, Dänemark, Russland und Estland).

## Geschäftseinheiten
Itellas Tätigkeit ist in drei Geschäftsbereiche unterteilt:
Der Bereich Itella Informationslogistik bietet Dienstleistungen zur Bearbeitung, Verwaltung und Verteilung der Datenflüsse von Organisationen an. Hierzu zählen die Verwaltung von Rechnungsprozessen und Lieferketten sowie die Bearbeitung von Dokumenten.
Der Bereich Itella Warenlogistik übernimmt Transport, Distribution und Lagerung von Land-, See- und Luftfracht.

Posti-Logo

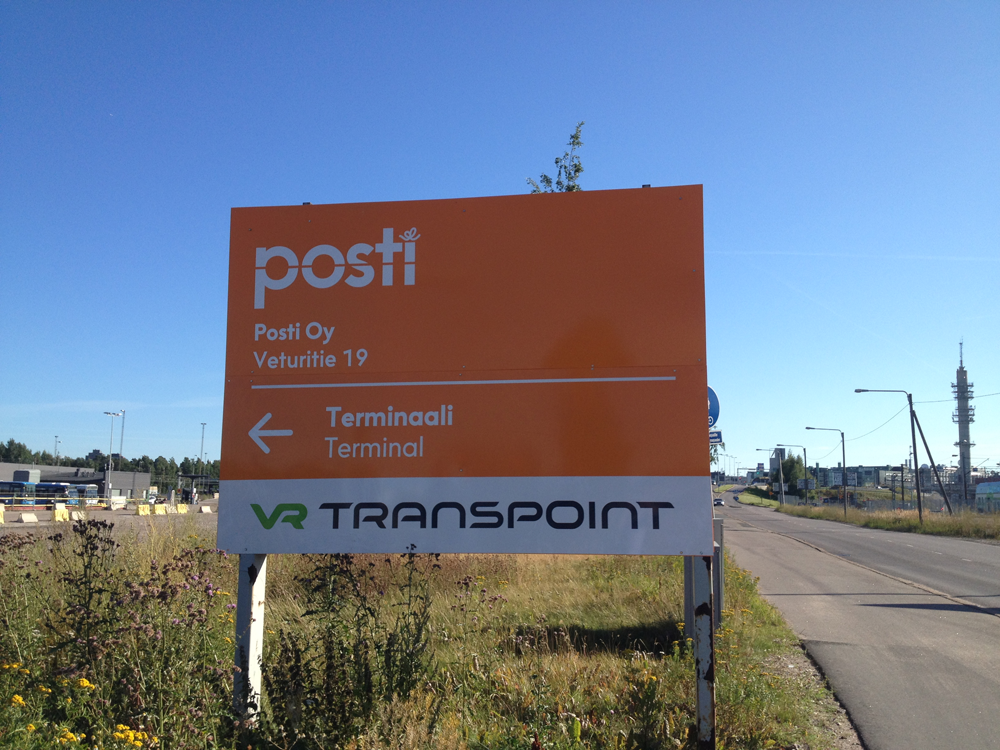
Bahnterminal der finnischen Post in Helsinki

Der dritte Bereich Itella Postdienste ist tätig in der Beförderung und Austeilung von Briefen, Direktwerbung und Paketen sowie von Zeitungen und Zeitschriften. Er bietet unter der Marke Posti tägliche Postdienstleistungen in ganz Finnland an und produziert auch alle in Finnland erscheinenden Briefmarken.
Itella ist mit Tochtergesellschaften bzw. Geschäftseinheiten in elf Ländern tätig:
- Lettland: A/S OpusCapita und Itella Logistics SIA
- Litauen: UAB OpusCapita und UAB Itella Logistics
- Norwegen: OpusCapita AS und Itella Logistics AS
- Polen: OpusCapita sp. z o.o.
- Schweden: OpusCapita AB und Itella Logistics AB
- Deutschland: OpusCapita GmbH, NewSource GmbH und jCatalog Software AG[7]
- Slowakei: OpusCapita s.r.o
- Finnland: OpusCapita Oy, Itella Corporation, Itella Logistics, Logia Software Oy und Itella Customer Relationship Marketing
- Dänemark: Itella Logistics A/S
- Russland: OOO Itella Logistics und OOO Itella Connexions
- Estland: OpusCapita AS, Itella Logistics OÜ, Logia Estonia OÜ und SmartPOST OÜ